# Lynn Cassiers
Pour les articles homonymes, voir Cassiers.
Lynn Cassiers (Anvers, 1984) est une chanteuse et multi-instrumentiste belge. Cassiers est surtout connue comme chanteuse de jazz et d'improvisation. Elle est la sœur cadette du batteur Steven Cassiers ( Dez Mona, Dans Dans).
Lynnn Cassiers est diplômée du Conservatoire de La Haye en 2006. Elle enseigne à l'Institut Lemmens depuis 2008 .
Cassiers a travaillé avec Riccardo Luppi, Erik Vermeulen et Manolo Cabras, entre autres. Elle a également chanté avec Lidlboj et plusieurs autres groupes dont Tape Cuts Tape (avec Rudy Trouvé et Eric Thielemans) et Octurn .
En 2013, elle sort son premier album solo : The Bird The Fish and the Ball,,.

## Discographie
- 2012 : What Les In The Sea[5]
- 2013 : The Bird The Fish and the Ball
- 2017 : Imaginary Band[6] chez Clean Feed Records
- 2019 : Yun[7] chez Clean Feed Records
- 2021 : Nacht Slakje[8]
- 2021 : Hybrids Hi Birds[9]